# Falk Hoffmann
Falk Hoffmann, (Chemnitz, 29 de agosto de 1952) é um ex-saltador ornamental alemão que competiu em provas de saltos ornamentais por seu país.
Hoffmann é o detentor de uma medalha olímpica, conquistada na última edição de que participou. A estreia olímpica de Falk deu-se nos Jogos de Munique, no qual encerrou participação em sétimo lugar no trampolim de 3 m e em décimo na plataforma de 10 m. Na edição de Montreal, melhorou as colocações nas provas e encerrou nas respectivas quarta e sexta posições. Nas Olimpíadas de Moscou, Hoffmann, então com 28 anos, conquistou sua primeira e única vitória, na plataforma de 10 m.
Entre as edições olímpicas, foi ainda medalhista mundial, na edição de 1978, nas provas do trampolim de 3 m e da plataforma de 10 m, ambas de prata, e continental, em 1977, saindo-se vitorioso no trampolim de 3 m e medalhista de bronze na plataforma de 10 m. Em 1999, foi inserido no International Swimming Hall of Fame.